# 2002 VE130

2002 VE130 est un objet transneptunien faisant partie des cubewanos. 

## Caractéristiques
2002 VE130 mesure environ 160 km de diamètre.